# جامعة جنوب إفريقيا
جامعة جنوب أفريقيا (بالإنجليزية: University of South Africa)‏ هي جامعة، تأسست في 26 يونيو 1873، في جنوب أفريقيا، وهي عضوة في أورسيد.

## خريجون بارزون
- أنتيي كروغ